# Грань (сезон 2)
Второй сезон телесериала «Грань», который транслировался на телеканале Fox с 17 сентября 2009 года по 20 мая 2010 года. Официально сезон включает в себя 23 эпизода: 22 из которых, идут в хронологически верном порядке, по логике сюжетной линии. Однако, одиннадцатая серия, по факту порядка её производства (о чём свидетельствует её технический номер) и по самой сюжетной составляющей, является последней серией первого сезона, но по какой-то причине правообладателями она представлена как бонусная серия и показана посреди второго сезона (таким образом, если не знать этого, то при просмотре в таком порядке, будет ощущаться нарушение хронологии событий). В России сериал был показан на телеканале ТВ3.

## Обзор сезона
Команда «Грань» сталкивается с «оборотнями» — полулюдьми-полуроботами, агентами параллельной вселенной. Имея возможность принять форму любого человека, они проникают в органы власти, силовые структуры и даже в подразделение «Грань». Оливия Данэм, предупрежденная об опасности этих существ Уильямом Беллом, и ее команда всеми силами борется с ними, но силы неравны. «Оборотни» похищают Уолтера Бишопа и узнают у него, как открыть дверь между мирами, ведь он единственный, кому это удалось сделать в своё время. Однако именно это ослабило границу между ними, что объясняет многие события «Образца». Оливия вынуждена «активировать» свои способности, которые ей дал кортексифан, чтобы иметь преимущество в определении объектов с Той Стороны. Питер Бишоп узнает, что его отец не просто открыл дверь между мирами, он привёл из другого мира его самого, чтобы вылечить от смертельной болезни. Питер «возвращается домой», не подозревая, что его настоящий отец хочет использовать его в своих планах по разрушению Этой Стороны. Оливия и Уолтер следуют за ним.

## В ролях

### Основной состав
| - Анна Торв — Оливия Данэм (23 эпизода) - Джошуа Джексон — Питер Бишоп (22 эпизода) - Лэнс Реддик — Филипп Бройлз (22 эпизода) - Керк Асеведо — Чарли Фрэнсис (6 эпизодов) | - Блэр Браун — Нина Шарп (10 эпизодов) - Джесика Николь — Астрид Фарнсворт (22 эпизода) - Джон Ноубл — Уолтер Бишоп (23 эпизода) |

### Второстепенный состав
| - Майкл Керверис — Сентябрь/Наблюдатель - Питер Вудвард — Август/Наблюдатель - Юджин Липински — Декабрь/Наблюдатель - Райан Макдональд — Брэндан Файетт - Леонард Нимой — доктор Уильям Белл (4 эпизода) - Себастьян Роше — Томас Джером Ньютон (6 эпизодов) - Кевин Корриган — Сэмюель Уайсс (4 эпизода) - Эри Грейнор — Рэйчел Данэм - Лили Пилблад — Элла Блейк | - Орла Брейди — Элизабет Бишоп - Меган Маркл — Эми Джессап (2 эпизода) - Омар Метуолли — Джеймс Хит - Дэвид Колл — Ник Лейн - Карен Холнесс — Диана - Кларк Миддлтон — Эдвард Маркхэм - Филип Уинчестер — Фрэнк Стэнтон (1 эпизод) - Сет Гейбл — Линкольн Ли - Джей Ар Борн — агент Эдвардс - Джерард Планкетт — сенатор Джеймс Ван Хорн |

## Эпизоды
| № общий | № в сезоне | Название                                                                         | Режиссёр           | Автор сценария | Дата премьеры           | Произв. код   | Зрители в США (млн) |
| --- | ---------- | -------------------------------------------------------------------------------- | ------------------ | --- | ----------------------- | ------------- | ------------------- |
| 21 | 1          | «A New Day in the Old Town» «Новый день в старом городе»                         | Акива Голдсман     | Дж. Дж. Абрамс и Акива Голдсман                                                                                              | 17 сентября 2009        | 3X5101        | 7,82                |
| Этот эпизод рассказывает об оборотне, который способен менять свои лица по собственному усмотрению. Оливия, тем временем, возвращается из альтернативного мира, жутко напуганная и ничего не помнящая. |            |                                                                                  |                    | |                         |               |                     |
| 22 | 2          | «Night of Desirable Objects» «Ночь вожделенных предметов»                        | Брэд Андерсон      | Джефф Пинкнер и Дж. Х. Уаймен                                                                                                | 24 сентября 2009        | 3X5102        | 5,73                |
| Рабочий — строитель шоссе в сельской Пенсильвании пропадает без вести, когда проваливается в загадочный подземный туннель, заполненный останками человека. Когда обнаружено, что исчезновение в Пенсильвании не единственный случай, команда отправляется, чтобы найти улики. Эпизод расскажет о человеке-кроте, который затаскивает своих жертв под землю и… съедает их! |            |                                                                                  |                    | |                         |               |                     |
| 23 | 3          | «Fracture» «Раскол»                                                              | Брайан Списер      | Дэвид Уилкокс | 1 октября 2009          | 3X5103        | 6,03                |
| Питер, Уолтер, Оливия и Бройлз расследуют странное смертельное преступление в Филадельфии, где взорвалась бомба на вокзале, но не оставила следа от взрывчатого устройства. Трудность и необъяснённое стечение обстоятельств возвращают Уолтера в лабораторию, чтобы исследовать останки человека, где он раскрывает маловероятный источник энергии, который вызвал взрыв. Со взрывчатой угрозой большего количества бомб и связей с классифицированным военным проектом, интенсивное исследование приводит Оливию и Питера в Ирак. |            |                                                                                  |                    | |                         |               |                     |
| 24 | 4          | «Momentum Deferred» «Замедленный импульс»                                        | Джо Шаппелл        | Зак Стенц и Эшли Эдвард Миллер                                                                                               | 8 октября 2009          | 3X5104        | 5,83                |
| Выздоравливая от травмирующей и тревожной встречи с основателем Мэссив Дайнемик Уильямом Беллом, Агент Данэм потребляет сильную смесь, которую доктор Бишоп предписывает, чтобы стимулировать её память. Тем временем, Подразделение Грани исследует ряд случаев грабежа, которые связаны с изменению формы. Как только были найдены зацепки и воспоминаниям был дан толчок, другая женщина, над которой проводились опыты доктором Бишопом, была представлена и флешбек показывает ещё больше о посещении Оливии альтернативной реальности. |            |                                                                                  |                    | |                         |               |                     |
| 25 | 5          | «Dream Logic» «Наука сна»                                                        | Пол Эдвардс        | Джош Сингер | 15 октября 2009         | 3X5105        | 5,78                |
| Подразделение Грань летит в Сиэтл для изучения таинственного инцидента, произошедшего с человеком, который напал на своего босса. Команда исследует несколько странных и жутких происшествий, связанных со снами. Для получения дополнительной информации Агент Бройлз встречается с представителем Мэссив Дайнемик — Ниной Шарп. |            |                                                                                  |                    | |                         |               |                     |
| 26 | 6          | «Earthling» «Землянин»                                                           | Джон Кассар        | Дж. Х. Уаймен и Джефф Влэминг                                                                                                | 5 ноября 2009           | 3X5106        | 4,86                |
| Пограничное подразделение берется за расследование загадочных убийств, в результате которых жертвы необъяснимо превращаются в пепел. Расследование проливает свет на трагические детали прошлого спецагента Филиппа Бройлза и проводит команду к зарубежным достижениям науки За Гранью. |            |                                                                                  |                    | |                         |               |                     |
| 27 | 7          | «Of Human Action» «Человеческий фактор»                                          | Джо Шаппелл        | Роберт Чиапетта и Глен Уитмэн                                                                                                | 12 ноября 2009          | 3X5107        | 5,91                |
| Когда похищение подростка с целью получения выкупа перерастает в захват заложников в Нью-Йорке, местные власти приближаются к подозреваемым с целью захвата и освобождения заложника. Внезапно у похитителей обнаруживаются сверхъестественные способности, приводящие к страшным последствиям. Ситуация усугубляется, когда расследование находит связь между происходящим и корпорацией Мэссив Дайнемик, а Питер оказывается похищенным. |            |                                                                                  |                    | |                         |               |                     |
| 28 | 8          | «August» «Август»                                                                | Деннис Смит        | Дж. Х. Уаймен и Джефф Пинкнер                                                                                                | 19 ноября 2009          | 3X5108        | 5,90                |
| Специфическое похищение, произошедшее в Бостоне, вынуждает подразделение Грань следить за таинственным человеком, известным как Наблюдатель. В то время, пока странное дело занимает центральное место, Уолтер, Питер и Астрид отправляются в лабораторию, чтобы проанализировать необычное свидетельство и дело с ненасытной тягой Уолтера к молочным коктейлям. |            |                                                                                  |                    | |                         |               |                     |
| 29 | 9          | «Snakehead» «Змееголов»                                                          | Пол Нолан          | Дэвид Уилкокс | 3 декабря 2009          | 3X5109        | 6,94                |
| После того, как грузовое судно движется к мели, береговая линия становится замусоренной телами, похожими на гигантских кальмаров. Пограничное Подразделение исследует тела и обнаруживает, что таинственные организмы — фактически гигантские паразиты. Так как исследование разворачивается, Уолтер возвращается в лабораторию, в то время когда Оливия, Питер и Бройлз понимают, что дело имеет связи с организацией, угрожающей всему новому. |            |                                                                                  |                    | |                         |               |                     |
| 30 | 10         | «Grey Matters» «Серое вещество»                                                  | Жанно Шварц        | Эшли Эдвард Миллер и Зак Стенц                                                                                               | 10 декабря 2009         | 3X5110        | 6,32                |
| Расследование нашей команды начинается, когда пациент психиатрической лечебницы подвергается воображаемой операции головного мозга. Несмотря на немыслимые обстоятельства, состояние пациента и здравомыслие улучшаются перед приездом наших друзей. Хотя Оливия и Питер заняты расследованием, а Уолтер наслаждается пудингом, Оливия встречает знакомое лицо. Это Томас Джером Ньютон, лидер солдат из другого мира. Команда возвращается в Гарвардский университет, чтобы узнать, что именно происходит с пациентами в этой клинике. Разум Уолтера проходит испытание — видения, в которых отчетливо просматривается Уильям Белл. |            |                                                                                  |                    | |                         |               |                     |
| 31 (21) | 11         | «Unearthed» «Воскрешение»                                                        | Фредерик И. О. Туа | Дэвид Х. Гудман и Эндрю Крайсберг                                                                                            | 11 января 2010          | 3T7670        | 7,72                |
| [На самом деле, эта серия технически и сюжетно является последней (21-й) серией 1-го сезона, но по ряду неизвестных причин была показана посреди 2-го сезона, что создаёт конфликт в сюжете из-за нарушения порядка повествования, и непонимание у зрителей, которые не знают об этом] Девочка-подросток объявлена мертвой. Однако, когда мать отключает девочку от аппарата жизнеобеспечения, чтобы пожертвовать её органы, девушка просыпается и произносит буквенно-цифровой код. Неожиданно девочка начинает говорить на русском языке, владея секретными данными, которые мог бы знать только офицер ВМФ. Тем временем Уолтер находит некоторые старые видеозаписи в лаборатории, содержащие в себе подсказки к тайне. Оливия и Питер исследуют шокирующее восстановление девочки. |            |                                                                                  |                    | |                         |               |                     |
| 32 | 12         | «Johari Window» «Окно Джохари»                                                   | Джо Шаппелл        | Джош Сингер | 14 января 2010          | 3X5111        | 6,60                |
| Люди, обезображенные каким-то неизвестным, ранее генетическим заболеванием подозреваются убийстве трёх человек, Пограничное подразделение направляется в маленький город в штате Нью-Йорк. Когда они узнают, что существует ещё множество жертв, которые скрываются, подразделение понимает, что им нужно сделать ещё очень многое... |            |                                                                                  |                    | |                         |               |                     |
| 33 | 13         | «What Lies Below» «В недрах земли»                                               | Деран Сарафян      | Джефф Вламинг | 21 января 2010          | 3X5112        | 6,90                |
| Когда некий мужчина приходит в Бостонский офис на встречу, внезапно он дезориентируется и пугается, после чего из его вен начинает литься кровь, забрызгивая все вокруг. Вскоре после прибытия Оливии и Питера на место происшествия для исследования загадочного случая, было обнаружено, что смертельный вирус имеет связь с чем-то ценным, поэтому ЦКЗ закрывает здание на карантин, чтобы уничтожить болезнетворные микроорганизмы. Изолированные внутри вместе с остальной частью служащих офиса, Питер и Оливия оказываются перед опасными для жизни обстоятельствами, посылая Уолтера, Броилза и Астрид на безумный поиск решения для их спасения. |            |                                                                                  |                    | |                         |               |                     |
| 34 | 14         | «The Bishop Revival» «Наследие Бишопа»                                           | Адам Дэвидсон      | Глен Уитман и Роберт Чиапетта                                                                                                | 28 января 2010          | 3X5113        | 8,90                |
| Когда у гостей на свадьбе в Бруклайне (штат Массачусетс) проявляются симптомы кислородного голодания без видимых на то причин,подразделение Грань выясняет, что причиной загадочных смертей является токсин, который действует избирательно на людей по одному известному лишь ему одному признаку. Было обнаружено, что свадебная церемония была полигоном для испытаний экспериментального вооружения. Так же Уолтер раскрывает странную формулу, которая имеет связь с генеалогическим деревом Бишопов. С ростом угрозы более смертельных и неожиданных нападений, подразделение Грань не останавливается ни перед чем, чтобы предотвратить дальнейшие катастрофы. |            |                                                                                  |                    | |                         |               |                     |
| 35 | 15         | «Jacksonville» «Джексонвилль»                                                    | Чарльз Бисон       | Эшли Эдвард Миллер и Зак Стенц                                                                                               | 4 февраля 2010          | 3X5114        | 7,40                |
| После сильного сотрясения здания Манхэттенского офиса, в живых остаётся лишь один человек, который заставляет Пограничное Подразделение полагать, что он не из этой реальности. Уолтер предполагает что то, что встряхнуло здание, было не геологическим явлением, а скорее кое-чем, что было обнаружено им и Уильямом Беллом много лет назад. Из-за другой неизбежной катастрофы Подразделение мчится к Джексонвиллю, месту экспериментов Уолтера и Уильяма, вынуждая Оливию встретиться со своим таинственным прошлым, чтобы спасти сотни людей от смерти. |            |                                                                                  |                    | |                         |               |                     |
| 36 | 16         | «Peter» «Питер»                                                                  | Дэвид Стрейтон     | История: Джефф Пинкнер, Дж. Х. Уаймен, Акива Голдсман и Джош Сингер Телесценарий: Джефф Пинкнер, Дж. Х. Уаймен и Джош Сингер | 1 апреля 2010           | 3X5115        | 5,97                |
| В этой серии Уолтер Бишоп мысленно возвращается в прошлое, в 1985 год, объясняя Оливии происхождение Питера из другого мира. Кроме того, мы увидим мать Питера, и детали, вновь подтверждающие существование альтернативной реальности, а также существование вещей в нескольких вариантах. |            |                                                                                  |                    | |                         |               |                     |
| 37 | 17         | «Olivia. In the Lab. With the Revolver.» «Оливия. В лаборатории. С револьвером.» | Брэд Андерсон      | Мэттью Питтс | 8 апреля 2010           | 3X5116        | 6,33                |
| Совершенно здоровая женщина найдена мертвой от болезни, которой у неё не было. Пограничное Подразделение исследует происхождение этого необъяснимого явления пытаясь предотвратить увеличения количества жертв. Тем временем, Оливия изо всех сил пытается сохранить секрет Уолтера от Питера. |            |                                                                                  |                    | |                         |               |                     |
| 38 | 18         | «White Tulip» «Белый тюльпан»                                                    | Томас Ятско        | Дж. Х. Уаймен и Джефф Вламинг                                                                                                | 15 апреля 2010          | 3X5117        | 6,62                |
| Все пассажиры пригородного поезда найдены мертвыми, а все их плееры, ноутбуки, телефоны разряжены. На странный террористический акт выезжает команда «За гранью». Тем временем, Питер заподозрил что-то неладное, когда Уолтер пытается сохранить свой секрет. |            |                                                                                  |                    | |                         |               |                     |
| 39 | 19         | «The Man from the Other Side» «Человек с той стороны»                            | Джеффри Хант       | Джош Сингер и Итон Гросс | 22 апреля 2010          | 3X5118        | 5,84                |
| Два подростка найдены «мертвыми» на складе с тремя колотыми ранами в мягком небе (визитная карточка оборотней). Пограничное Подразделение исследует найденные улики, а также мотивы лидера оборотней - Ньютона. Обнаружив эмбрион оборотней, Уолтер возвращается в лабораторию, чтобы провести дальнейший анализ, а Оливия и Питер едут в Мэссив Дайнемик за ответами. Питер раскрывает семейную тайну Оливии, пока Уолтер изо всех сил пытается вспомнить то, что Ньютон знает о «построении двери». |            |                                                                                  |                    | |                         |               |                     |
| 40 | 20         | «Brown Betty» «Каштанка Бетти»                                                   | Сет Манн           | Акива Голдсман, Дж. Х. Уаймен и Джефф Пинкнер                                                                                | 29 апреля 2010          | 3X5119        | 5,55                |
| Специальный музыкальный эпизод. В то время как Уолтер имеет дело с некоторыми очень расстраивающими новостями, он рассказывает племяннице Оливии, Элле, сказку, которая включает музыкальные сцены с Оливией и агентом Бройлзом. |            |                                                                                  |                    | |                         |               |                     |
| 41 | 21         | «Northwest Passage» «Дорога на Северо-Запад»                                     | Джо Шаппелл        | Эшли Эдвард Миллер, Зак Стенц, Нора Цукерман и Лила Цукерман                                                                 | 6 мая 2010              | 3X5120        | 5,82                |
| Питер объединяется с шерифом Метис для расследования серийного убийства связанного с Ньютоном. Тем временем, Уолтер старается избежать возвращения в психбольницу Сент-Клэр и кто-то с «другой стороны» навещает его. |            |                                                                                  |                    | |                         |               |                     |
| 4243 | 2223       | «Over There» «На той стороне»                                                    | Акива Голдсман     | Акива Голдсман, Дж. Х. Уаймен и Джефф Пинкнер                                                                                | 13 мая 2010 20 мая 2010 | 3X5121 3X5122 | 6,00 5,68           |
| Уолтер и Оливия, а также еще несколько человек с необычными способностями, над которыми в детстве проводились эксперименты, отправляются в параллельную вселенную, чтобы вернуть Питера назад. Все, кроме Оливии и Уолтера погибают. Питер узнает, что его вернули, чтобы с его помощью уничтожить Вселенную, в которой он вырос. Благодаря помощи Уильяма Белла Оливия и Уолтер находят Питера и возвращаются домой. Уильям Белл погибает. |            |                                                                                  |                    | |                         |               |                     |

## Отзывы критиков
На основе десяти критических рецензий Metacritic поставил сезону средневзвешенную оценку 75 из 100. Рэмси Айслер из IGN отметил неровное качество сериала во втором сезоне, сказав, что «первая и вторая половины сезона различны, словно день и ночь», но «в целом это был отличный сезон». Рецензент выразил сожаление по поводу потери зрительской аудитории из-за затянутой первой половины сезона и выразил надежду, что «Fox и команда „Грани“ извлекут уроки из своих ошибок». Он поставил оценку 8 из 10.